# Andante religioso (Merikanto)
Andante religioso is een composities  van Aarre Merikanto. Merikanto schreef het bedachtzame stuk in 1933. Merikanto schreef geen slagwerkpartij bij dit werk.
Merikanto schreef het werk voor een uitgedund orkest:
- 1 dwarsfluit, 2 hobo’s, 2 klarinetten, 1 fagot
- 2 hoorns, 2 trompetten
- piano, harmonium
- violen, altviolen, celli, contrabassen